# Pioneer 10

Bild av den berömda Pioneer-plaketten som sändes med Pioneer 10 och 11

Pioneer 10 är en rymdsond som är del av Pioneerprogrammet. På sondens utsida fästes Pioneer-plaketten med symboler som ger information om Jorden och jordmänniskorna. Detta är ett meddelande till eventuella utomjordiska civilisationer som sonden kan komma i kontakt med.
Rymdsonden som sköts upp den 2 mars 1972 var den första att färdas genom asteroidbältet.
Den 2 december 1972 passerade rymdsonden asteroiden 307 Nike på ett avstånd av 8,8 miljoner kilometer. 
Den 3 december 1973 tog Pioneer 10 närbilder av Jupiter.
Åren efter 1997 användes sonden för att öva färdigheter i att fånga radiosignaler från rymden. Sonden kunde kontaktas sista gången den 23 januari 2003. Två veckor senare var samma försök fruktlösa. Det tros allmänt att sonden inte förstörts eller gått sönder, utan att avståndet i kombination med allt svagare kraftförsörjning är huvudorsakerna till att sonden inte kan kontaktas.
Pioneer 10 är på väg mot stjärnan Aldebaran i Oxens stjärnbild med en hastighet av ungefär 17 000 km/h. Om Aldebaran inte rörde på sig skulle det ändå ta sonden 2 miljoner år att komma dit, då stjärnan ligger 68 ljusår bort.

## Externa länkar

Pioneer 10:s och andra avlägsna sonders positioner.

### Fotnoter
1. ↑  ”NASA Space Science Data Coordinated Archive” (på engelska). NASA. https://nssdc.gsfc.nasa.gov/nmc/spacecraft/display.action?id=1972-012A. Läst 26 mars 2020.